# 7203 Sigeki
7203 Sigeki è un asteroide della fascia principale. Scoperto nel 1995, presenta un'orbita caratterizzata da un semiasse maggiore pari a 2,4393196 UA e da un'eccentricità di 0,1616419, inclinata di 2,56153° rispetto all'eclittica.